# Église Saint-Pierre-en-Château d'Auxerre
Pour les articles homonymes, voir Église Saint-Pierre.
Ne doit pas être confondu avec Église Saint-Pierre d'Auxerre.
L'église Saint-Pierre-en-Château est une église catholique située à Auxerre dans le département français de l'Yonne, dans le nord de la Bourgogne, région Bourgogne-Franche-Comté, en France.
Elle était dédiée à saint Pierre et saint Jacques.

## Noms
Au moins jusqu'au IXe siècle elle est connue comme basilica apostolorum Petri et Iacobi, la basilique des apôtres Pierre et Jacques.
à partir du XIIIe siècle elle est appelée Saint-Pierre-en-Château pour la distinguer de l'église Saint-Pierre-du-Bourg qui est aussi appelée Saint-Pierre-du-Pont (près du pont Paul-Bert) ou Saint-Pierre-en-Vallée.

## Localisation
Elle se trouvait dans l'enceinte des remparts du IIIe siècle et est l'une des trois premières églises ainsi incluses, avec l'église Saint-Alban et l'église cathédrale Saint-Étienne. 

Elle se trouvait entre la rue Lebeuf, la rue Saint-Pierre-en-Château et la place de l'Abbé-Deschamps, c'est-à-dire tout en haut de la rue Lebeuf, à une cinquantaine de mètres au sud de la cathédrale Saint-Étienne, dans la cour du charretier Naulin,.
La rue Saint-Pierre-en-Château a - brièvement - été appelée rue de l’Église Saint-Pierre-en-Château en 1791. 

L'actuelle rue Lebeuf, qui descend jusqu'à l'Yonne, s'appelait autrefois la rue Saint-Pancrace - et pour un court temps pendant la révolution, la « rue du Port-aux-Grands-Moulins ».

## Histoire
Des sondages archéologiques en 1992 dans la parcelle contigüe au sud de l'église ont trouvé de la céramique sigillée claire et sigillée d'Argonne, indiquant une possible occupation du site vers la fin des IVe – Ve siècles. On ne sait pas si l’église existait déjà en ce temps.
Lebeuf fait remonter l'église au temps qui suivit le passage des Sarrasins, en 732.
Elle était le siège d'une petite paroisse limitée par la rue Fécauderie au sud-ouest (quelques actes du XVIe siècle la lui attribuent en partie), la rue des Lombards au sud, la rue Philibert Roux à l'ouest et la rue Lebeuf à l'est.
Au milieu du VIIIe siècle l'évêque Clément (728-733) devient aveugle et se retire pendant plusieurs années avant sa mort dans une maison proche de l'église, appelée basilica apostolorum Petri et Iacobi. L'évêque Aïdulf (733-748), qui lui succède, a le grand chagrin de voir la plupart des biens de son Église d'Auxerre séquestrés pour être donnés en bénéfice à des seigneurs laïcs ; c'est peut-être ce qui lui cause un choc tel qu'il se retrouve entièrement paralysé et est porté dans la même maison, où vit encore l'évêque Clément.
Au XIIe siècle cette église Saint-Pierre est appelée « en Château » pour la distinguer de l'autre église Saint-Pierre d'Auxerre qui prend le nom de « Saint-Pierre dans le bourg » ou « Saint-Pierre en Vallée ». Son cimetière attaché est destiné uniquement aux enfants.
Lorsque les anglais prennent la ville en 1358, après l'avoir pillée ils exigent des bourgeois qu'ils rachètent leur cité pour 50 000 florins d'or au mouton sous peine de la voir brûler. L'abbaye de Saint-Germain sort quelques-uns de ses trésors pour rassembler cette grosse somme. Les bourgeois promettent de les rembourser, s'engagent à défendre les privilèges de l'abbaye et à faire en sorte que les prochains évêques, doyens, officials et jurés de la ville prennent le même engagement. Pierre Bogard, curé de Saint-Pierre-en-Château, est de ceux qui signent ce traité.
En 1422 il existait une chapelle ou oratoire de Saint-Saturnin dans une maison claustrale près de l’église Saint-Pierre-en-Château, contigü aux chemins communs passant des deux côtés de l'église.
Il semble qu'Arnoul Gontier, abbé de Saint-Marien (~1540/1543 - ~1552), chantre et chanoine de la cathédrale, soit enterré à Saint-Pierre-en-Château car une épitaphe dans l'église lui était dédiée, indiquant sa filiation.
Citée comme église dans des documents comptables des Grandes Charités vers 1440.
En 1544 le trésorier de Bretagne messire Palamède Gontier fait construire une chapelle à l’extrémité Est de l’aile droite.
En 1670 l'évêque Pierre de Broc émet une ordonnance et des statuts pour établir la confrérie du Saint-Sacrement dans l'église.
En 1715 ou 1715 l'évêque Charles de Caylus donne un fragment du crâne de saint Pèlerin à l'église.
Vendue en 1792. Elle est vendue nationalement au sieur Legueux, moyennant 3 025 livres.
Après sa destruction, il reste de l'église des vestiges en élévation dans son état du XVIe siècle ; au sud de l'église se trouvent des remblais importants constituant un jardin pendant les XVIIIe et XIXe siècles.

## Description
Du temps de Lebeuf, l’église datait du XVIe et XVIIe siècles. Elle avait trois nefs de 11 toises de long sur 14 pieds de large entre les deux premiers piliers près de la porte, et sur 15 pieds entre les deux derniers piliers du chœur. La longueur des bas-côtés était de 10 toises. Le bas-côté du sud avait 9 pieds de large en incluant la profondeur des chapelles ; celui du nord était de 10 pieds 10 pouces avec les chapelles.